# Adolf Riis-Magnussen
Frits Adolf Marinus Riis-Magnussen, född 26 juni 1883 i Köpenhamn, död 11 augusti 1950 i Nørre Asminderup, var en dansk tonsättare. 
Riis-Magnusson var lärjunge till Orla Rosenhoff och Carl Nielsen, i piano till Henrik Knudsen. Han debuterade 1910 med "Fem sånger", som omedelbart väckte uppmärksamhet, följda av en rad sånger, dels för en stämma, dels för blandad kör, av en stråkkvartett (h-moll), en symfonisk svit (Palækonserterna 1916) samt ett häfte småsånger i folklig stil.